# بخش لیلا ایدت
بخش لیلا ایدت (به سوئدی: Lilla Edets kommun) یک ناحیه شهری در سوئد است که در شهرستان وسترا گوتلاند واقع شده‌است.